# Zollkanal

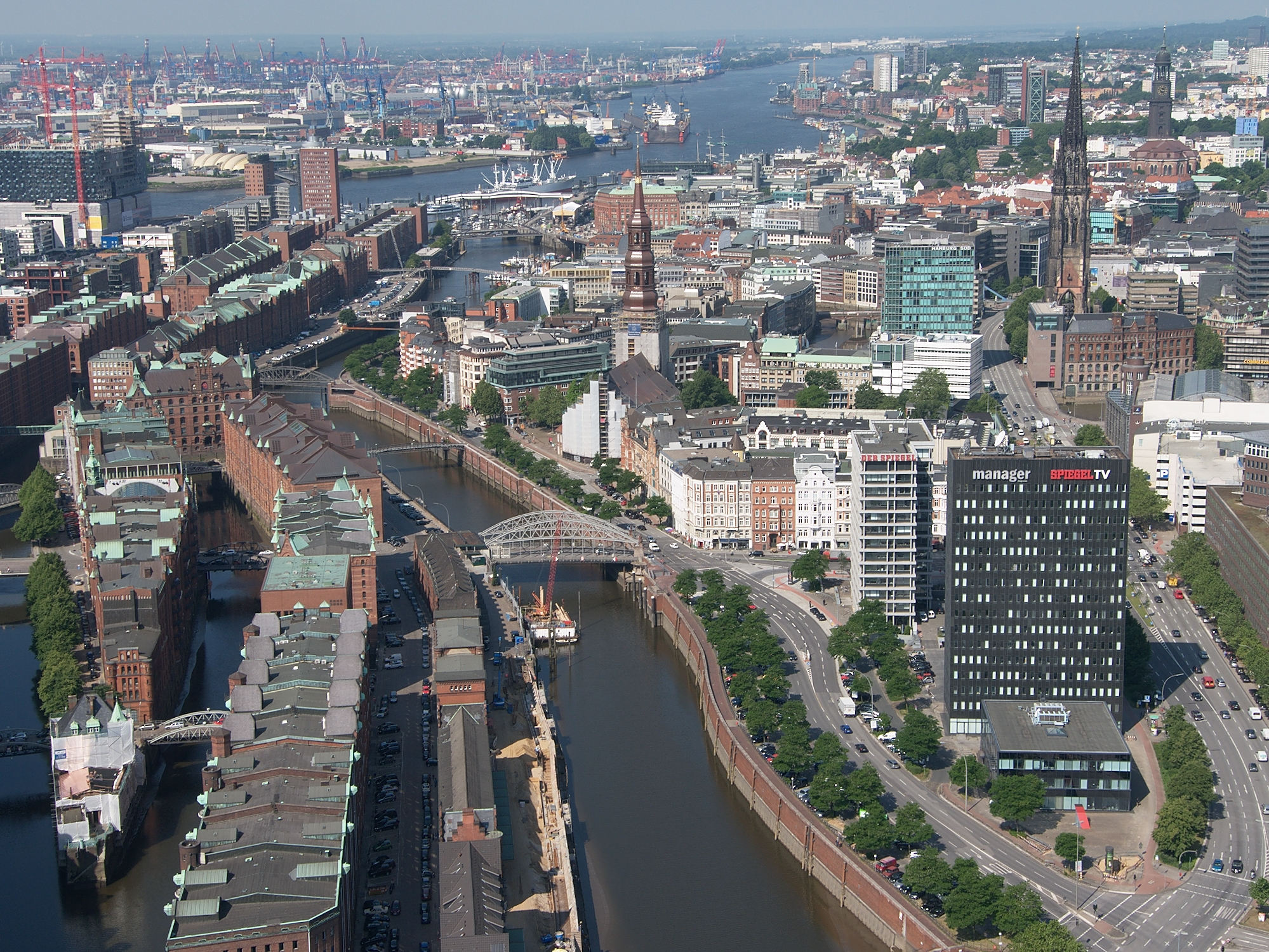
Speicherstadt und Zollkanal

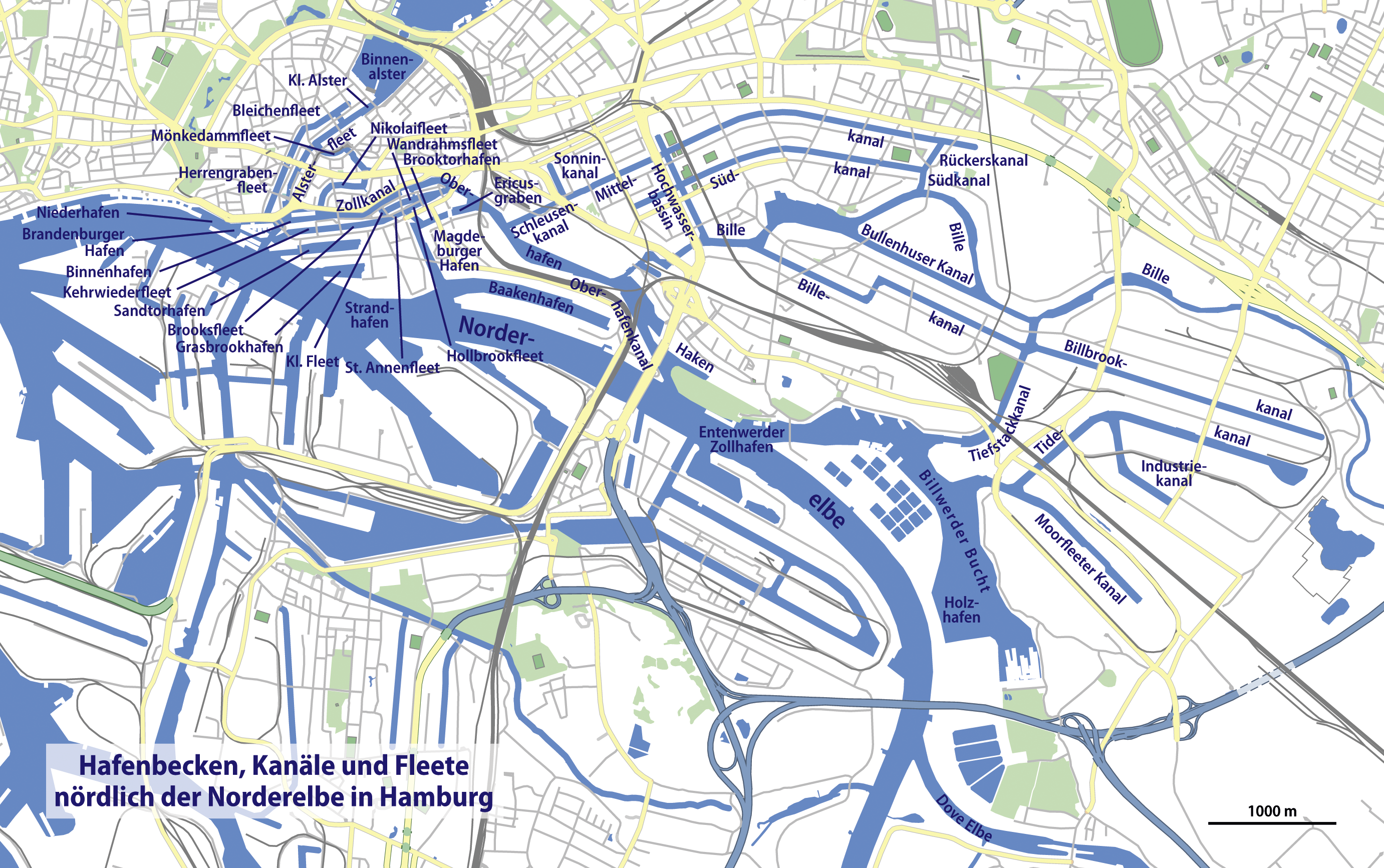
Lage des Zollkanals am südlichen Rand der Altstadt

Der Zollkanal in Hamburg verläuft am nördlichen Rand der Speicherstadt und bildete bis 2003 die Zollgrenze zwischen der Altstadt und dem damaligen Freihafengebiet. Er wurde Ende des 19. Jahrhunderts aus bestehenden Gewässern (Binnenhafen, Dovenfleet, Mührenfleet, Oberhafen) zum Schifffahrtskanal ausgebaut, um das 1888 neu geschaffene Freihafengebiet zu umfahren. Der Zollkanal verband somit das Zollinland, während das Freihafengebiet Zollausland war.

## Geschichte

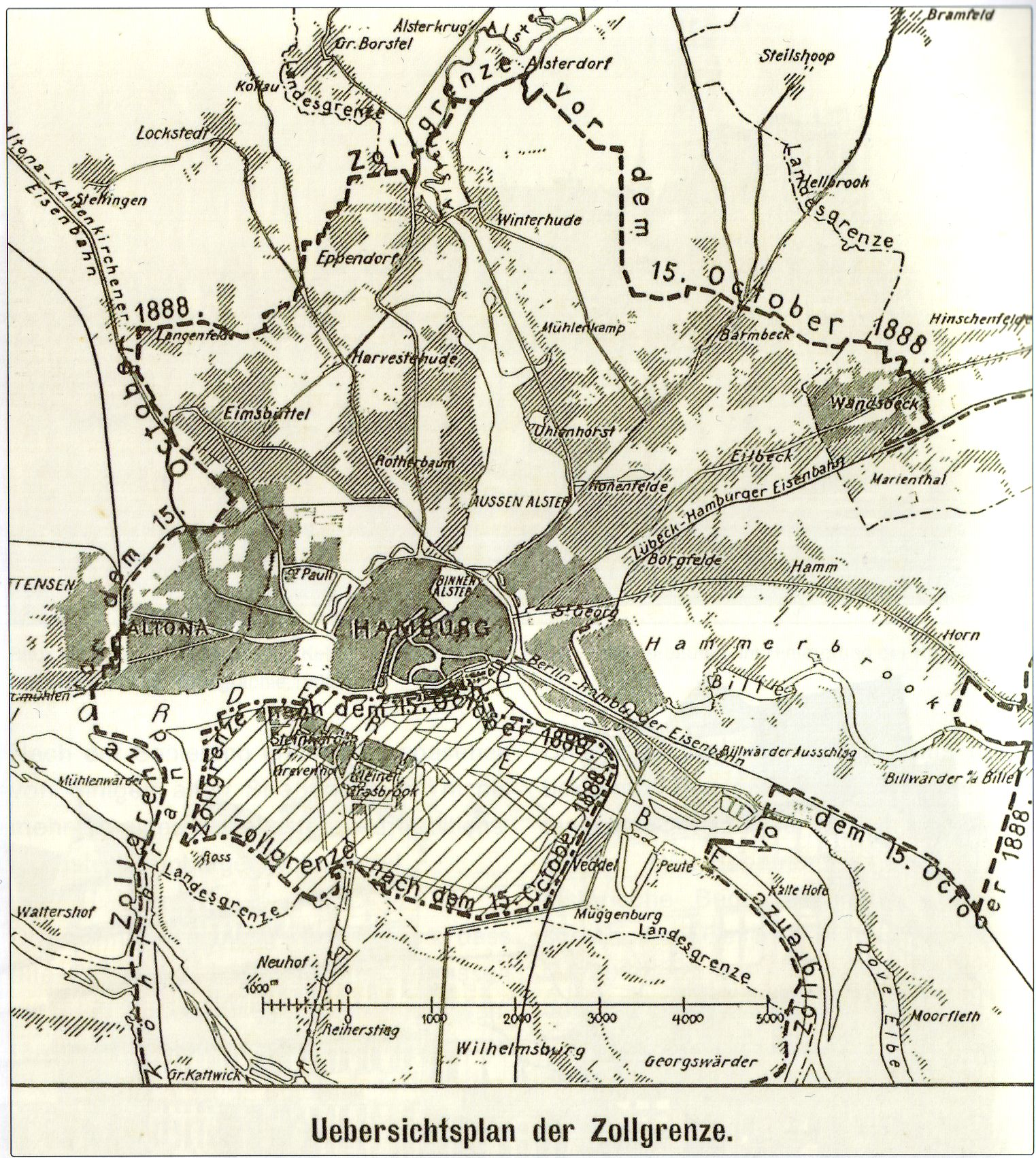
Verlauf der Zollgrenze vor und nach dem 15. Oktober 1888

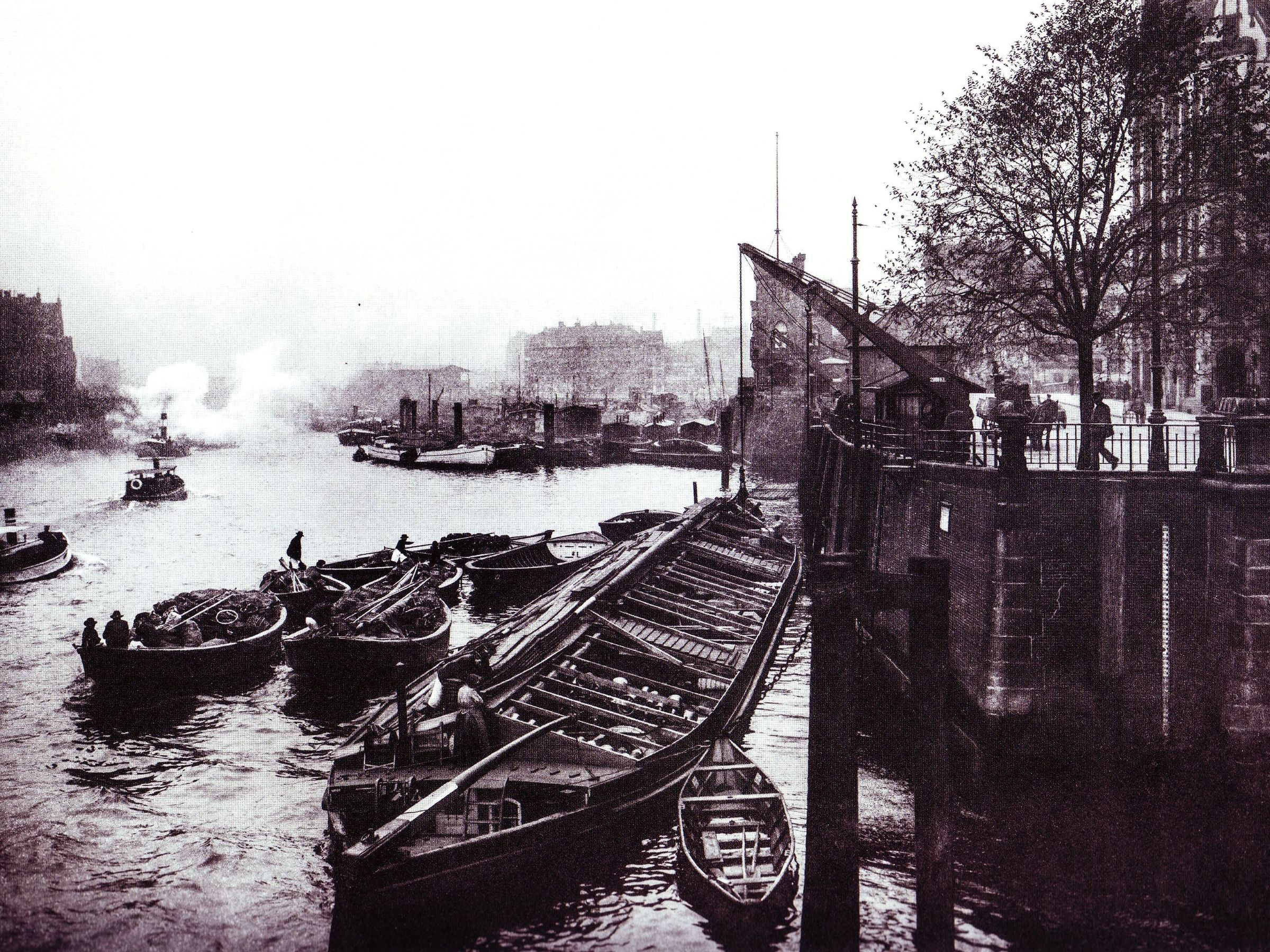
Zollkanal um 1900

Nach der Deutschen Reichsgründung 1871 bildeten Teile von Altona, Hamburg, Wandsbek und Wilhelmsburg zunächst einen Bezirk, der dem Reich gegenüber Zollausland war. Die Zollgrenzen verliefen beispielsweise in Hoheluft an der Martinistraße, in Barmbek bei der Brücke über die Osterbek und in Wandsbek bei der Zollstraße. Aufgrund einer Vereinbarung mit dem Reich sollten die genannten Orte Zollinland werden. Hamburg erhielt aber im Gegenzug das Privileg, im Hafen über ein Gebiet zu verfügen, das Zollausland war (Freihafen).
Bis zum 15. Oktober 1888 – dem Termin des Zollanschlusses an das Deutsche Reich – waren entsprechende Baumaßnahmen zu vollenden. Dazu gehörte unter anderem der Bau der Speicherstadt. Mehrere Projekte wurden diskutiert und ab Projekt IV kam eine Wasserverbindung zwischen Ober- und Unterelbe in die Planung, die außerhalb des Freihafengebietes verlief. Erste Planungen sahen seinen Verlauf sogar noch weiter nördlich als jetzt vor, so dass die Katharinenkirche noch südlich von ihm gelegen hätte. Doch schließlich begrenzte man den Zugriff auf die abzureißende Bebauung der Altstadt Hamburgs und legte den Zollkanal im heutigen Verlauf an. Dazu verbreiterte man die seit dem Mittelalter bestehenden Gewässer des Binnenhafens (auch Deep genannt) und des Oberhafens. Diese Verbindung zur Elbe war 1258 aus der Billemündung und einem Stichkanal zur Norderelbe entstanden und bildete einen wichtigen Teil der ursprünglichen Hafenanlagen (siehe auch: Geschichte des Hamburger Hafens).
Diese Wasserverbindung hatte insofern eine nach Berlin hin wirkende politische Komponente, weil Hamburg mit ihrem Bau dokumentierte, dass hierdurch eine dauerhafte Neuregelung der Zollverhältnisse in Bezug auf das Deutsche Reich gegeben war. Daher sprach man von der Farbe, in der der Zollkanal in die Pläne eingezeichnet war, scherzhaft von „preußisch Blau“.

## Verlauf, Breite und Tiefe
Für einen reibungslosen Verkehrsfluss wurde für den Zollkanal eine Breite von 45 Metern vorgesehen. Der Kanal sollte zu jeder Zeit passierbar sein, also auch bei Niedrigwasser. Da der Kanal ohne Schleuse direkt mit der Elbe verbunden ist, wirken sich Ebbe und Flut in ihm aus.
Nach Norden hin wird der Zollkanal heute von der Flutschutzmauer für die Hamburger Altstadt begrenzt und dem Hafenrand-Straßenzug, der aus historischen Gründen die Namen Bei dem neuen Krahn, Bei den Mühren, Zippelhaus und Dovenfleet trägt. Direkt nördlich dieser Straße liegt die Katharinenkirche. Überbrückt wird der Zollkanal (von West nach Ost) durch die Brooksbrücke (in Verlängerung der Mattentwiete), die Jungfernbrücke (bei der Katharinenkirche) für Fußgänger, die Kornhausbrücke (Verlängerung der Brandstwiete), den Wandrahmsteg (beim Meßberg) und die Oberbaumbrücke, hinter der der Oberhafen beginnt. 
Der Zollkanal selbst begrenzt die Speicherstadt mit ihren dort gelagerten Waren wie ein Burggraben nach Norden hin. Bis zur Verlegung der Zollgrenze 2003 war das Südufer des Kanals durch einen hohen Zaun und die Brückenübergänge durch Kontrollpunkte gesichert. Bei der Kornhausbrücke erinnert heute das Deutsche Zollmuseum an diese Zeit. 

Mit dem Aufbau der neuen HafenCity übernimmt der Zollkanal die Abgrenzung des neuen Stadtteiles gegenüber der Altstadt.
- Bootsdurchfahrt Kornhausbrücke (Video: 2017)

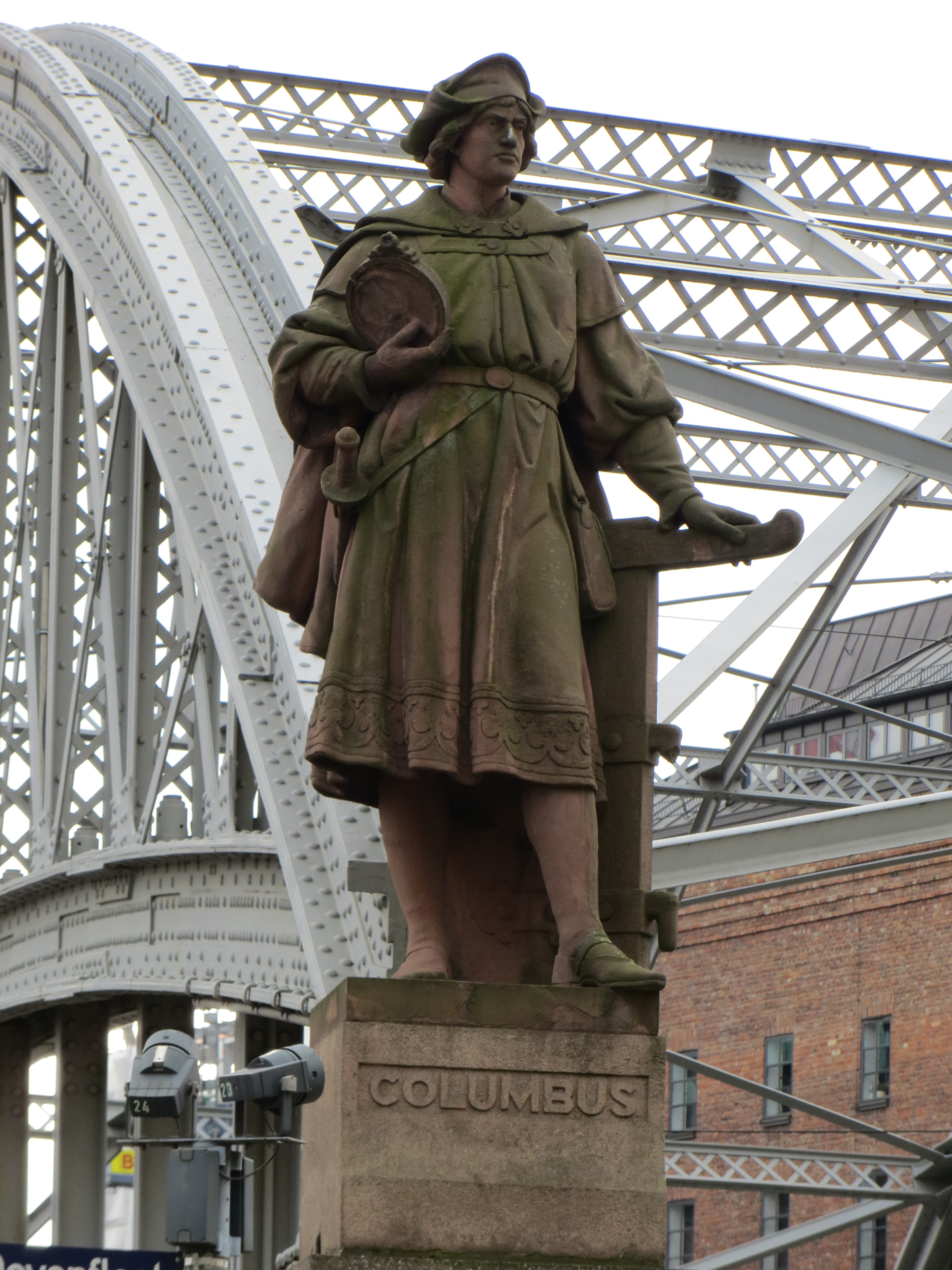
Columbus-Standbild an der Kornhausbrücke (Hamburg).JPG
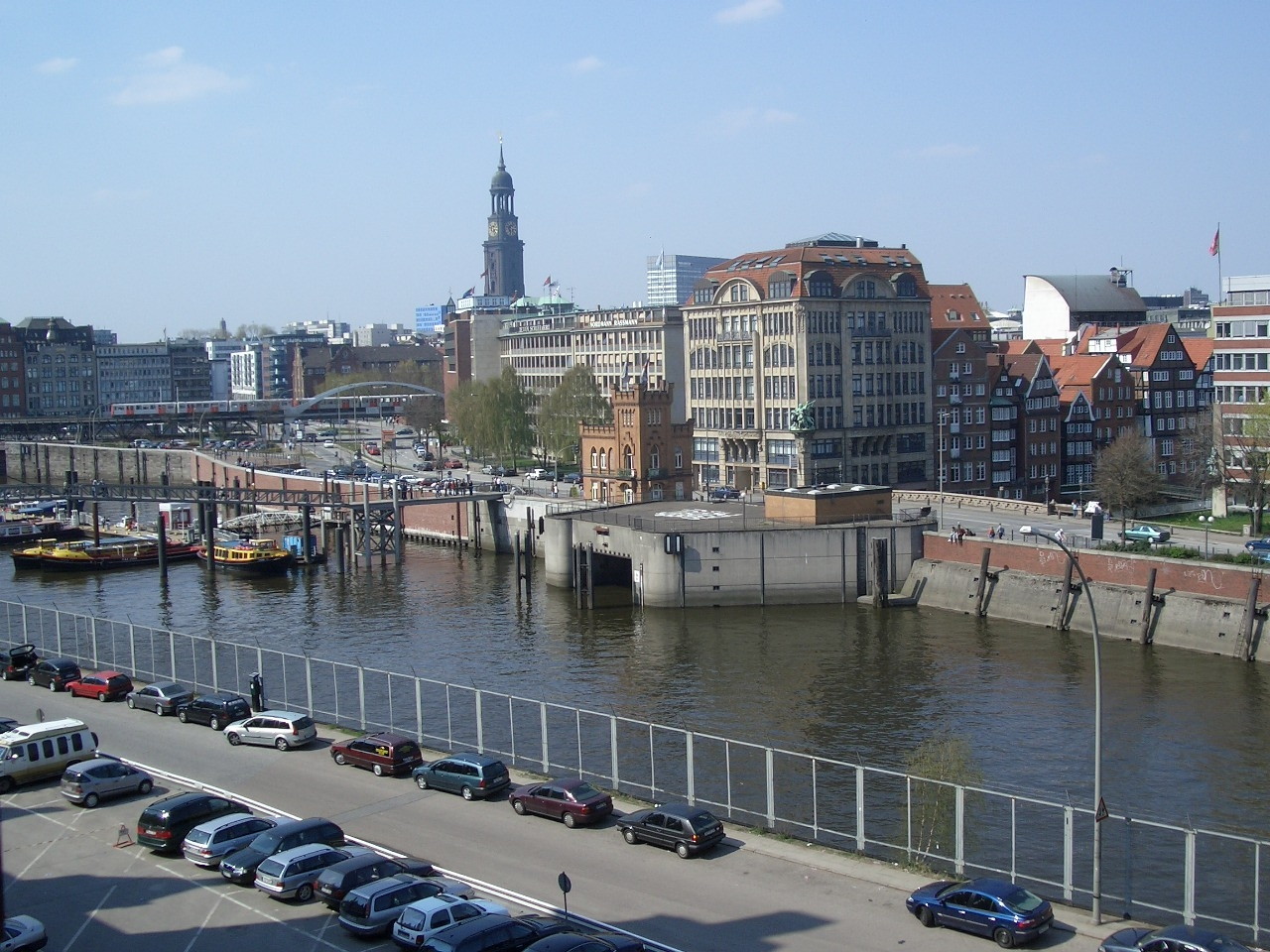
Zollkanal mit Einmündung des Nikolaifleets, hier noch mit dem alten Zollzaun im Vordergrund (Foto: 2004)
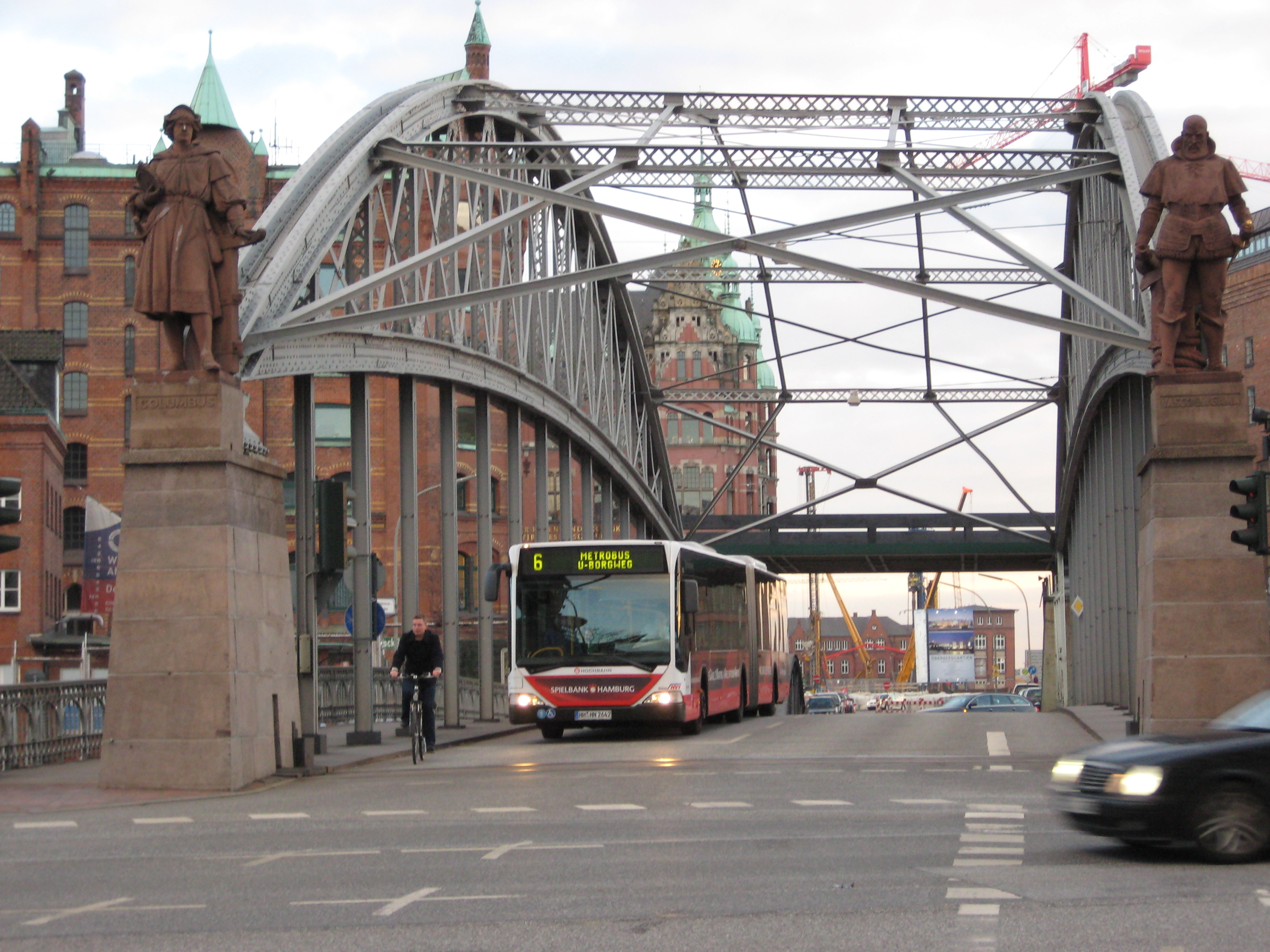
Kornhausbrücke über den Zollkanal mit Statuen von Vasco da Gama und Kolumbus